# 杨光红
杨光红（1963年9月—），男，吉林长春人，中国自动化控制领域专家，东北大学特聘教授。主要研究方向为鲁棒控制、非线性控制、故障诊断与容错控制等。

## 生平
1979年考入东北工学院理学院应用数学专业，1985年获硕士学位，1994年获控制理论与应用专业博士学位。1996年至1998年，在新加坡南洋理工大学电气与电子工程学院从事博士后研究。2003年担任东北大学信息科学与工程学院特聘教授。2015年12月至2017年9月，担任东北大学研究生院常务副院长。2017年10月开始担任东北大学信息科学与工程学院院长。2021年12月当选IEEE Fellow。